# Jean-Gabriel Pageau
Jean-Gabriel Pageau (* 11. November 1992 in Ottawa, Ontario) ist ein kanadischer Eishockeyspieler, der seit Februar 2020 bei den New York Islanders in der National Hockey League unter Vertrag steht. Zuvor verbrachte der Center acht Jahre in der Organisation der Ottawa Senators.

## Karriere

### Familie und Jugend
Jean-Gabriel Pageau wurde in eine vom Eishockey geprägte Familie geboren. Seine Eltern, die beide im öffentlichen Dienst tätig waren, verstanden sich als eingefleischte Fans, während sein Onkel Paul Pageau als Torhüter ein Spiel für die Los Angeles Kings absolvierte und im Aufgebot der kanadischen Nationalmannschaft bei den Olympischen Spielen 1980 stand. Auch seine beiden Cousins betreiben Eishockey, Nick Pageau bereits auf AHL-Niveau für die Bakersfield Condors und Nathan Pageau im amerikanischen Universitätssport. Jean-Gabriel Pageau verbrachte einen Großteil seiner bisherigen Eishockeykarriere in Kanadas National Capital Region, dem Großraum der beiden Zwillingsstädte Ottawa und Gatineau. In seiner Jugend spielte er unter anderem für die Gatineau L'Intrépide und besuchte die École Polyvalente Nicolas-Gatineau, ehe er 2009 im Entry Draft der Ligue de hockey junior majeur du Québec (LHJMQ) an 125. Position von den Olympiques de Gatineau ausgewählt wurde. Neben Eishockey betrieb er als Jugendlicher auch weitere Sportarten, vor allem Baseball, Fußball und Tennis.

### Olympiques de Gatineau
In seiner Rookie-Saison bei den Olympiques kam Pageau auf solide 31 Scorerpunkte in 62 Spielen. In der folgenden Saison 2010/11 gelang ihm der Durchbruch in der LHJMQ, so erzielte er 32 Tore und 47 Vorlagen in 67 Spielen der regulären Saison, wobei er diese Leistungen in den anschließenden Playoffs beibehielt und er maßgeblichen Anteil daran hatte, dass seine Mannschaft das Finale um die Coupe du Président erreichte. Dort unterlag man allerdings den Saint John Sea Dogs; Pageau beendete die Playoffs indes mit 29 Punkten auf Rang drei der Scorerliste. Mit seinen Leistungen wurden vermehrt Scouts auf ihn aufmerksam, sodass er im anschließenden NHL Entry Draft 2011 an 96. Stelle von den Ottawa Senators ausgewählt wurde. Dessen Trainingslager besuchte der Kanadier im Sommer 2011, kehrte jedoch erwartungsgemäß für ein weiteres Jahr in die LHJMQ zurück.
Dies verbrachte er nur zur Hälfte in Gatineau, da er im Januar 2012 von den Saguenéens de Chicoutimi verpflichtet wurde. Die Olympiques erhielten im Gegenzug Torhüter Alexandre Michaud, zwei Erstrunden-Wahlrechte und ein Zweitrunden-Wahlrecht für den Entry Draft der LHJMQ. Der Angreifer beendete die Saison mit insgesamt 65 Scorerpunkten aus 46 Spielen und erreichte in seinem letzten Junioren-Jahr das Playoff-Halbfinale mit den Saguenéens.

### NHL

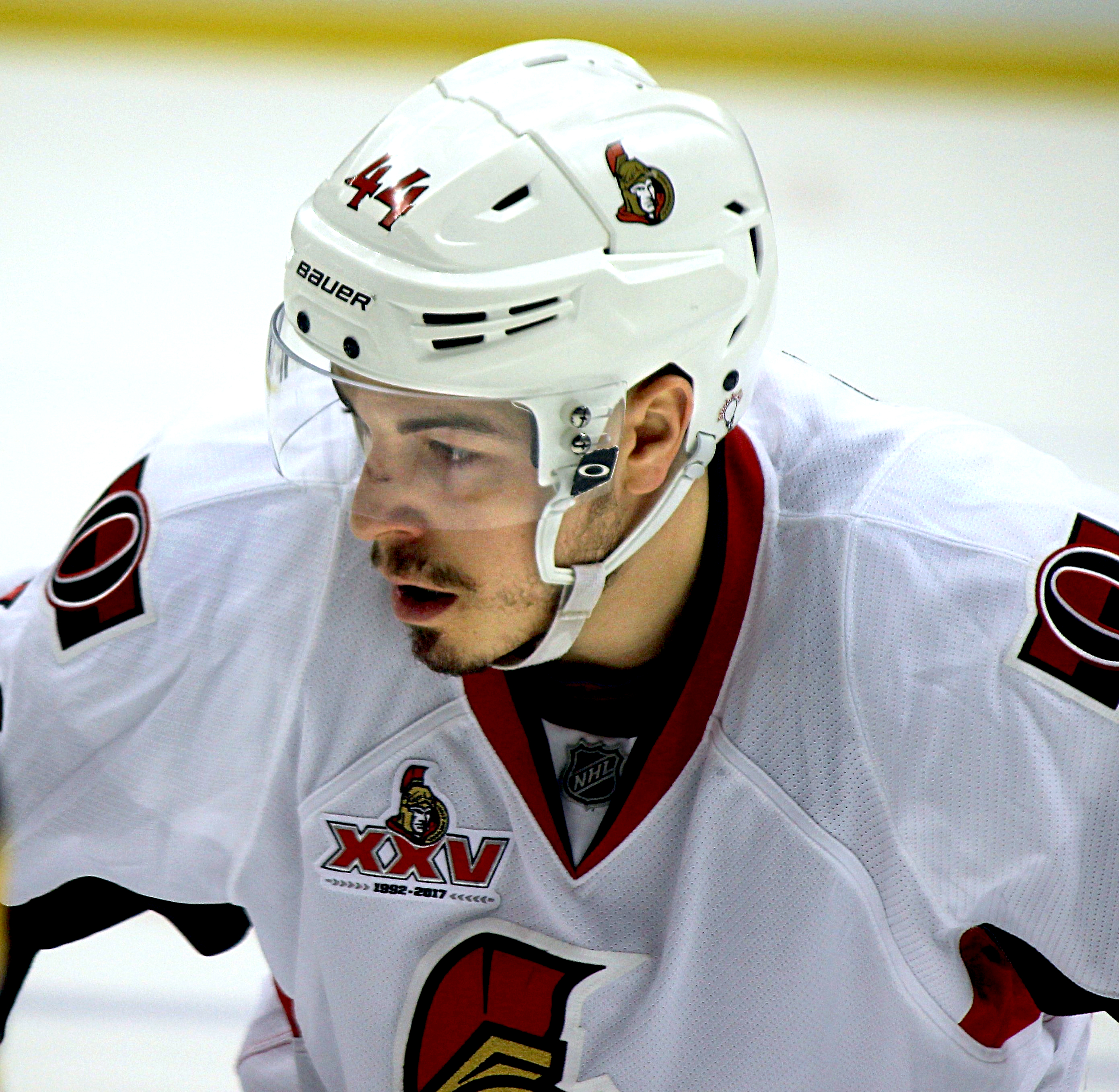
Pageau im Trikot der Ottawa Senators (2017)

Im Juni 2012 unterzeichnete Pageau einen auf drei Jahre befristeten Einstiegsvertrag bei den Ottawa Senators. Sein erstes Profi-Jahr verbrachte er hauptsächlich beim Farmteam der Senators in der American Hockey League (AHL), den Binghamton Senators, allerdings debütierte er im April 2013 in der National Hockey League und überzeugte vor allem in den anschließenden Playoffs, in denen er in allen zehn Spielen zum Einsatz kam und dabei sechs Scorerpunkte beisteuerte. Zudem gelang ihm beim 6:1-Sieg gegen die Canadiens de Montréal ein Hattrick, wodurch er nach Daniel Alfredsson zum zweiten Spieler der Senators wurde, dem dies in den Playoffs gelang. Nach der Saison wurde er außerdem von seiner Heimatstadt Gatineau geehrt, indem er sich in das offizielle Gästebuch der Stadt eintrug, während ihn Bürgermeister Marc Bureau einen „wahren Botschafter der Stadt“ nannte.
In den folgenden zwei Spielzeiten wechselte Pageau regelmäßig zwischen NHL und AHL, sah jedoch zunehmend mehr Eiszeit in der höchsten Liga Nordamerikas. Seit Februar 2015 steht der Angreifer fest im Aufgebot der Ottawa Senators und unterzeichnete darüber hinaus im Juni 2015 einen neuen Zweijahresvertrag, der nach Ablauf um weitere drei Spielzeiten verlängert wurde.
Im Februar 2020 wurde Pageau nach acht Jahren in Ottawa zur Trade Deadline an die New York Islanders abgegeben. Im Gegenzug erhielten die Senators ein konditionales Erstrunden-Wahlrecht für den NHL Entry Draft 2020, ein Zweitrunden-Wahlrecht für den Draft 2020 sowie ein konditionales Drittrunden-Wahlrecht für den NHL Entry Draft 2022. Das Erstrunden-Wahlrecht verschiebt sich um ein Jahr nach hinten, falls es über die Draft-Lotterie unter den ersten drei Plätzen landen sollte, während das Drittrunden-Wahlrecht nur den Besitzer wechselt, sofern die Islanders den Stanley Cup gewinnen sollten. Darüber hinaus unterzeichnete Pageau direkt nach dem Transfer einen neuen Sechsjahresvertrag in New York, der ihm mit Beginn der Spielzeit 2020/21 ein durchschnittliches Jahresgehalt von fünf Millionen US-Dollar einbringen soll.

### International
Sein Debüt für die A-Nationalmannschaft gab Pageau im Rahmen der Weltmeisterschaft 2018 und belegte dort mit dem Team den vierten Platz.

## Karrierestatistik
Stand: Ende der Saison 2024/25

### International
Vertrat Kanada bei:
- Weltmeisterschaft 2018

(Legende zur Spielerstatistik: Sp oder GP = absolvierte Spiele; T oder G = erzielte Tore; V oder A = erzielte Assists; Pkt oder Pts = erzielte Scorerpunkte; SM oder PIM = erhaltene Strafminuten; +/− = Plus/Minus-Bilanz; PP = erzielte Überzahltore; SH = erzielte Unterzahltore; GW = erzielte Siegtore; 1 Play-downs/Relegation; Kursiv: Statistik nicht vollständig)